# Seznam nedovoljenih snovi
Seznam nedovoljenih snovi (doping) vsebuje snovi, ki so umetnega izvora in vplivajo na športnike, tako fizicno kot psihično in imajo tudi veliko hudih stranskih ucinkov. 
- Amfepramon
- Frenproporex
- Amfetaminil
- Fendimetrazin
- Aminoneptin
- Amifenazol
- Furfenorex
- Amfetamin
- Bemegride
- Isoprortenorol
- Benzifetamin
- Ma Huang
- Bromatin
- Meclofenoxate
- Kofein
- Mefenorex
- Catina
- Metaproterenol
- Clorfentermin
- Metamfetamin
- Clobenzorex
- Metossifenamin
- Glorprenalin
- Metilefedrin
- Kokain
- Gropropamide
- Moracone
- Crotetamide
- Niketamide
- Desossiefedrin
- Pseudoefedrin
- Pentetrazolol
- Pentilentetrazol
- Dimetamfetamin
- Picrotoxin
- Etamivan
- Prolintane
- Etilamfetamin
- Propilexedrin
- Fencamfamin
- Pirovalerone
- Fenetilin
- Selegiline
- Fenilpropanolammin
- Strienin